# Мманкгоді
Мманкгоді — село в окрузі Квененг Ботсвани. Знаходиться в 35 км від Габороне і близько 30 км від кордону з ПАР. За переписом 2011 року населення Мманкгоді становило 6802 особи.
Народ Мманкгоді називається Бахурутше, група також знайдена в селі Маньяна. Вони прибули до регіону з Південної Африки протягом вісімнадцятого століття через гніт бурів, що призвело до битви при Дімаве в 1852 році. 

## Населення
За даними перепису 2011 року населення села складає 6947 осіб.
Динаміка чисельності населення села за роками:
| 1991 | 2001 | 2011 | 2013 |
| ---- | ---- | ---- | ---- |
| 4093 | 4997 | 6947 | 7350 |